# Лабунець Євген Сергійович
Євге́н Сергі́йович Лабуне́ць (7 жовтня 1987, м. Дніпро — 17 червня 2014, с. Олексіївське, Амвросіївський район, Донецька область) — український військовослужбовець, десантник, солдат Збройних сил України.

## Життєпис
Євген Лабунець народився у місті Дніпро. Мешкав у житловому масиві Тополя на півдні міста. Закінчив 80-ту дніпровську щколу.
Старший солдат, стрілець-помічник гранатометника 25-ї окремої повітряно-десантної бригади, в/ч А1126, смт Гвардійське, Дніпропетровська область.
З весни 2014 року виконував завдання на території проведення антитерористичної операції на Сході України.
17 червня 2014 року зведена колона матеріально-технічного забезпечення з підрозділами охорони зупинилась на привал поблизу села Олексіївське Амвросіївського району Донецької області, та була обстріляна з мінометів. Внаслідок обстрілу солдат Лабунець зазнав тяжких поранень, що несумісні з життям.
Похований на Краснопільському кладовищі міста Дніпро. Залишились мати Світлана Володимирівна і брат.

## Нагороди та вшанування
- 26 липня 2014 року — за особисту мужність і героїзм, виявлені у захисті державного суверенітету та територіальної цілісності України, відзначений — нагороджений орденом «За мужність» III ступеня (посмертно)[3]
- в травні 2021 року у дніпровській ЗОШ № 80 відкрито та освячено меморіальну дошку Євгену Лабунцю.